# 白島站 (廣島高速交通)
白島站（日语：／ Hakushima eki */?）是位於廣島縣廣島市中區白島北町，廣島高速交通的廣島新交通1號線（Astram線）車站。從此站出發前往新白島站之路段會由架空橋進入地底。

## 歷史
- 1994年（平成6年）8月20日 - 車站啟用[1]。
- 1999年（平成11年）3月20日 - 在時間表修正後，此站成為急行列車通過站[1]。
- 2001年（平成13年） - 成為業務委託車站[2]。
- 2004年（平成16年）3月20日 - 在時間表修正後，取消急行列車班次，所有列車停靠此站[1]。
- 2009年（平成21年）8月8日 - 此站開始可以使用PASPY[1]。
- 2015年（平成27年） - 站內廣播與月台發車牌翻新至與新白島站同等級。

## 車站構造
車站是一座架空車站，設有1面2線的島式月台。月台下一層設有售票機和閘機。
車站顏色為■淺綠色。

### 月台
| 月台 | 路線             | 上下行 | 方向           |
| ---- | ---------------- | ------ | -------------- |
| 1    | ■廣島新交通1號線 | 下行   | 廣域公園前方向 |
| 2    | ■廣島新交通1號線 | 上行   | 本通方向       |

## 車站周邊
車站附近設有UR都市機構白島北町市街地住宅和長壽園公寓。另外此站最接近{{Translink|ja|市営基町高層アパート|市營基町高層公寓|縣營長壽園高層北公寓}。此站距離廣島電鐵白島線終點站白島電車站約1公里。
- 安田學園女子高等學校、中學（日语：安田女子中学校・高等学校）、小學
- 崇德學園崇德高等學校·中學（日语：崇徳中学校・高等学校）
- 上野學園會堂（日语：広島県立文化芸術ホール）
- 廣島HOME電視台
- 國道54號（日语：国道54号）
- 中國JR巴士「白島北町」巴士站

## 利用狀況
以下數據取自《廣島市統計書》。Astram線公開了「1年總乘車人次」和「1年總下車人次」。1日平均乘車人次數據中，是以當年度的總乘車人次除以365（閏年為366），再取自小數點後1位。Astram線所提供的數據以1,000人為單位，因此，平均數中會有誤差。
| 年度               | 1日平均 乘車人次 | 1年總 乘車人次 | 1年總 下車人次 |
| ------------------ | ---------------- | -------------- | -------------- |
| 1995年（平成07年） | 1,663.9          | 609,000        | 559,000        |
| 1996年（平成08年） | 1,737.0          | 634,000        | 591,000        |
| 1997年（平成09年） | 1,811.0          | 661,000        | 626,000        |
| 1998年（平成10年） | 1,868.5          | 682,000        | 654,000        |
| 1999年（平成11年） | 1,781.4          | 652,000        | 630,000        |
| 2000年（平成12年） | 1,767.1          | 645,000        | 625,000        |
| 2001年（平成13年） | 1,830.1          | 668,000        | 659,000        |
| 2002年（平成14年） | 1,780.8          | 650,000        | 639,000        |
| 2003年（平成15年） | 1,857.9          | 680,000        | 670,000        |
| 2004年（平成16年） | 1,734.2          | 633,000        | 617,000        |
| 2005年（平成17年） | 1,789.0          | 653,000        | 640,000        |
| 2006年（平成18年） | 1,769.9          | 646,000        | 632,000        |
| 2007年（平成19年） | 1,715.8          | 628,000        | 619,000        |
| 2008年（平成20年） | 1,742.5          | 636,000        | 624,000        |
| 2009年（平成21年） | 1,731.5          | 632,000        | 621,000        |
| 2010年（平成22年） | 1,706.8          | 623,000        | 614,000        |
| 2011年（平成23年） | 1,603.8          | 587,000        | 579,000        |
| 2012年（平成24年） | 1,726.0          | 630,000        | 623,000        |
| 2013年（平成25年） | 1,742.5          | 636,000        | 624,000        |
| 2014年（平成26年） | 1,739.7          | 635,000        | 626,000        |
| 2015年（平成27年） | 1,620.2          | 593,000        | 590,000        |
| 2016年（平成28年） | 1,495.9          | 546,000        | 545,000        |
| 2017年（平成29年） | 1,539.7          | 562,000        | 566,000        |
| 2018年（平成30年） | 1,460.3          | 533,000        | 543,000        |
| 2019年（令和元年） | 1,454.6          | 532,000        | 540,000        |

## 相鄰車站
廣島高速交通
廣島新交通1號線（Astram線）
新白島－白島－牛田

## 注腳
1. 1 2 3 4 5  曾根悟（監修）. 朝日新聞出版分冊百科編集部（編集） , 编. . 週刊朝日百科. 30号 モノレール・新交通システム・鋼索鉄道. 朝日新聞出版. 2011-10-16: 25 （日语）.
2. ↑   (PDF). 廣島高速交通.   [2017-08-08]. （原始内容存档 (PDF)于2021-06-02） （日语）.

## 外部連結
- Astram線　官方網站 （页面存档备份，存于）（日語）